# Zóna bez LGBT

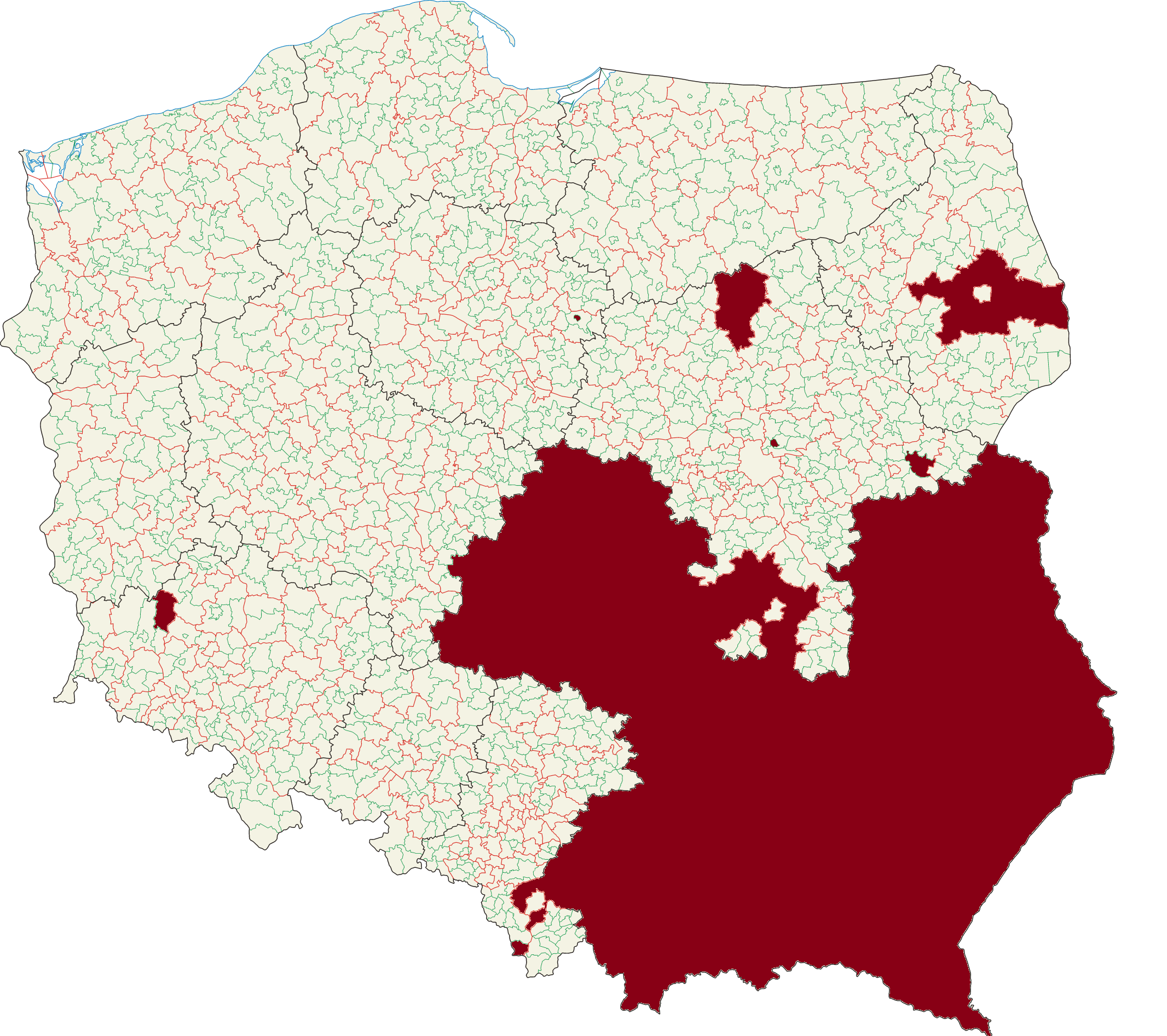
Červeně označená jsou vojvodství, okresy a gminy přijaly do ledna 2020 usnesení zaměřená proti LGBT, všechna byla od té doby (červen 2025) zrušena

Zóny bez LGBT (polsky Strefy wolne od ideologii LGBT) vyhlašovaly na svém území v letech 2019-2025 polská vojvodství a gminy, aby daly najevo, že nejsou tolerantní k tzv. "LGBT ideologii" ve snaze zabránit konání pochodů hrdosti a dalším akcím spojených s LGBT tematikou. V červnu 2020 se jednalo o téměř 100 gmin a pět vojvodství, dohromady tvořící zhruba třetinu země. Ke dni 24. dubna 2025 byla poslední usnesení namířená proti LGBT místních samospráv stažena nebo soudně zneplatněna. Dne 18. prosince 2019 Evropský parlament v poměru 463 ku 107 hlasům odsoudil více než 80 takových zón v Polsku a v září 2021 čtyři z těchto vojvodství opatření stáhla poté, co jim EU pohrozila zastavením financování.